# Episodi di Law & Order True Crime
La prima ed unica stagione della serie televisiva Law & Order True Crime, sottotitolata The Menendez Murders, è stata trasmessa negli Stati Uniti da NBC dal 26 settembre al 14 novembre 2017.
In Italia la stagione viene trasmessa su Premium Crime dal 25 ottobre al 13 dicembre 2018.
| nº | Titolo originale | Titolo italiano | Prima TV USA      | Prima TV Italia  |
| -- | ---------------- | --------------- | ----------------- | ---------------- |
| 1  | Episode 1        | Episodio 1      | 26 settembre 2017 | 25 ottobre 2018  |
| 2  | Episode 2        | Episodio 2      | 3 ottobre 2017    | 1º novembre 2018 |
| 3  | Episode 3        | Episodio 3      | 10 ottobre 2017   | 8 novembre 2018  |
| 4  | Episode 4        | Episodio 4      | 17 ottobre 2017   | 15 novembre 2018 |
| 5  | Episode 5        | Episodio 5      | 24 ottobre 2017   | 22 novembre 2018 |
| 6  | Episode 6        | Episodio 6      | 31 ottobre 2017   | 29 novembre 2018 |
| 7  | Episode 7        | Episodio 7      | 7 novembre 2017   | 6 dicembre 2018  |
| 8  | Episode 8        | Episodio 8      | 14 novembre 2017  | 13 dicembre 2018 |